# Eduard Hanslick
Eduard Hanslick, född den 11 september 1825 i Prag, död den 6 augusti 1904 i Wien, var en österrikisk musikskriftställare.
Hanslick studerade musik under Václav Jan Tomášek, blev 1849 juris doktor, övertog 1855 musikkritiken i "Presse" och 1864 i "Neue Freie Presse" samt blev 1856 privatdocent och var 1861–95 professor i musikhistoria och musikestetik vid Wiens universitet. På världsutställningarna i Paris 1867 och 1878 samt i Wien 1873 fungerade han som musikalisk juryman. 
Av stor betydelse är Hanslicks musikestetiska skrift Vom Musikalisch-Schönen (1854, tionde upplagan 1902; översatt till flera språk). Han framhåller i detta arbete skarpsinnigt, men med formalistisk ensidighet, att musikens ändamål icke är att framställa något eller att uppväcka känslor, utan att, liksom vid varje annan konst, blott åstadkomma sköna skapelser, där form och innehåll är ett. 
Hanslick polemiserade ihärdigt mot Franz Liszts, Richard Wagners och Anton Bruckners riktningar samt dyrkade Wolfgang Amadeus Mozart, Ludvig van Beethoven, Carl Maria von Weber och Johannes Brahms. Han var en framstående stilist och kunde utveckla maliciös kvickhet. Redan 1848 började han väcka uppseende med sina kritiker, och småningom vann han anseende som en av de förnämsta musikaliska domarna. Sina uppsatser sammanförde han i ett stort antal samlingar.